# Electrotango
L'electrotango est un genre musical ayant émergé de la fusion entre tango traditionnel et musique électronique. Le genre semble avoir émergé grâce à l'artiste argentin Malevo en 1991, suivi par les groupes franco-suisse-argentin Gotan Project et Appart (nu tango) en 2000. D'autres artistes se le sont approprié, comme Bajofondo, Narcotango ou Tanghetto.

## Histoire
Ce style de musique apparait simultanément en Europe et en Argentine, à la fin des années 1990. Ses origines se trouvent dans la scène house expérimentale (tango house), dans le trip-hop et dans le drum and bass. On trouve également des exemples chez le groupe argentin AltoCamet. Les premiers enregistrements sont basés sur des échantillons de disques de tango. Il faudra attendre un certain temps avant de pouvoir parler d'un style indépendant.
Parmi les précurseurs du genre, citons Gotan Project, formé en 2000 par des musiciens argentins, suisses et français avec leur premier album La revancha del tango, et Bajofondo, composé de membres argentins et uruguayens. Plus tard, d'autres ensembles, dont Otros Aires, Tanghetto et San Telmo Lounge ont façonné le genre. En 2008, Tranxgo, le premier groupe à sortir sa musique uniquement en format numérique, porte l'electrotango à un nouveau niveau technologique et musical. Ce groupe est la nouvelle icône du genre, avec plus de 350 000 abonnés sur les réseaux sociaux.
Dans le cas de l'electrotango, ils mélangent des rythmes funk lents avec des détails de tango, ce qui ressemble beaucoup au trip-hop. Cependant, il existe aussi des tendances electrotango où le rythme de base de quatre quarts est la house. Le style est très varié.

## Groupes et artistes
Ils comprennent notamment : Bajofondo (Buenos Aires et Montevideo), Band O Neon (Autriche), Buenos Aires Tango Beat, Calavera Acid Tango (Buenos Aires), D-Mol Tango (Argentine), Debayres (Montevideo), Electrocutango (Oslo), Gotan Project (Paris), Ismael Satan (Buenos Aires), Metrotango (Montevideo), San Telmo Lounge (Argentine), Sudestada Tango Lounge (Buenos Aires), et Ultratango.